# Carlo IV di Francia
Carlo IV di Francia, detto il Bello o il Fiero (in francese Charles IV le Bel) (Creil, 18 giugno 1294 – Vincennes, 1º febbraio 1328), è stato re di Francia e di Navarra dal 1322 al 1328.

## Biografia
Era il terzogenito di Filippo IV il Bello. Ereditò dalla madre, Giovanna I di Navarra, per diritto di nascita, il titolo di Carlo I, re di Navarra. Ricevette, quanto alla formazione, una buona educazione culturale: discretamente istruito per l'epoca, fu lui a fondare la famosa biblioteca di Fontainebleau. Quindicesimo e ultimo della dinastia diretta dei Capetingi, salì al trono alla morte del fratello Filippo V detto il Lungo e fu incoronato a Reims il 21 febbraio 1322 dall'arcivescovo Roberto di Courtenay.
Essendo il primo capetingio a portare quel nome, il nuovo re ebbe cura di chiamarsi quarto, per ricollegarsi alla stirpe di Carlo Magno, così come il primo Luigi aveva voluto chiamarsi sesto, allo scopo di attestare la medesima discendenza.
In continuità con il predecessore, il suo regno fu caratterizzato dalla volontà di consolidare e rafforzare l'autorità regale sulla potente nobiltà proprietaria di grandi territori, attraverso l'affermazione della funzione del re e un apparato di governo fortemente centralizzato molto dispendioso, per far fronte al quale ricorse a espedienti finanziari spesso molto dubbi.
Confiscò le proprietà dei banchieri lombardi chiamati in Francia dal padre per far fronte alla crisi economica e fece arrestare Girard de la Guette, ex sovrintendente alle finanze del fratello Filippo V, accusato di aver distratto somme enormi dalle casse dello Stato. Durante i sei anni del suo regno Carlo aumentò le tasse, impose dazi onerosi sulle merci in entrata e in uscita da Parigi e confiscò arbitrariamente appezzamenti di terreno ai nemici e a quelli che provavano antipatia verso di lui, e, per poter far ciò in modo più efficace, effettuò un censimento servendosi delle anagrafi parrocchiali. In conseguenza di questi e di altri atti, egli fu un sovrano estremamente impopolare.
Nel 1322 espulse gli ebrei dalla Francia con l'accusa pretestuosa che avessero avvelenato le fonti e i pozzi, in combutta con i lebbrosi, allo scopo di eliminare i cristiani. Nel 1323 condusse una breve e vittoriosa guerra (Guerra dei bastardi) contro i nobili di Guascogna, alleati degli inglesi, risolvendo la spinosa questione della Guyenne, possedimento inglese ma feudo della corona di Francia (1324) e costringendo re Edoardo II d'Inghilterra a rendergli gli onori feudali.
Appoggiò inoltre la sorella Isabella, moglie di Edoardo II d'Inghilterra, nel fomentare la cospirazione dei baroni inglesi contro il debole re, destabilizzando in questo modo il nemico ereditario, fino alla sua deposizione (1327). Sotto il suo regno ebbe luogo la lunga e sanguinosa rivolta contadina nella ricca regione delle Fiandre (1323-1328), che caddero definitivamente sotto il controllo francese con la vittoria ottenuta da Filippo VI nella Battaglia di Cassel, nell'agosto del 1328.

### Politica matrimoniale e successione

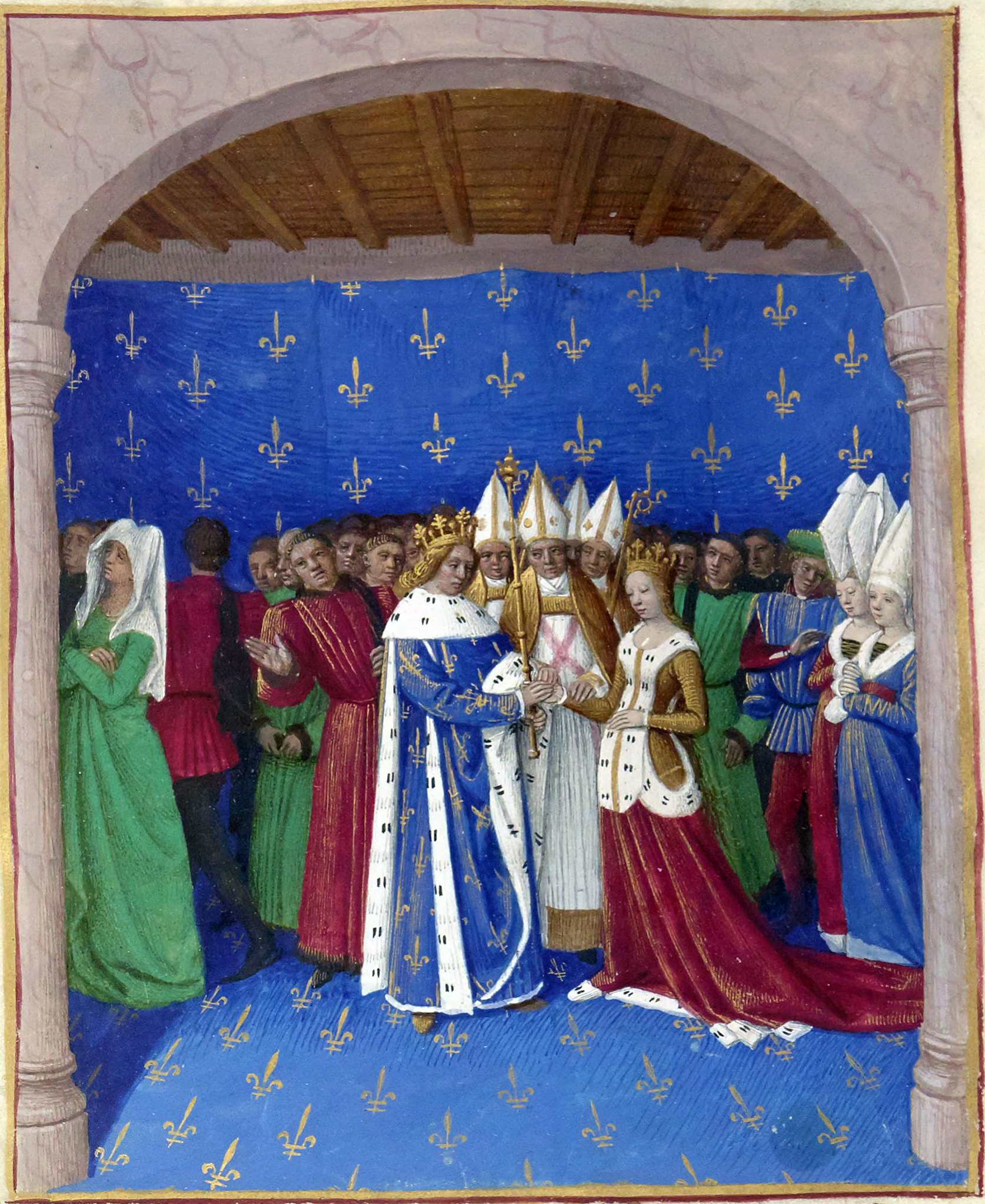
Matrimonio di Carlo IV con Maria del Lussemburgo

Nel 1308 sposò Bianca di Borgogna, la quale nel 1314, a seguito dello scandalo della torre di Nesle, fu accusata di adulterio e rinchiusa nella fortezza di Château-Gaillard. Salito al trono, Carlo rifiutò la liberazione di Bianca e il 19 maggio 1322 ottenne da papa Giovanni XXII l'annullamento delle nozze.
Il 21 settembre 1322 sposò in seconde nozze Maria del Lussemburgo, che gli diede una figlia che non sopravvisse. Mentre era nuovamente incinta, questa volta di un maschio, la regina fu vittima di un terribile incidente di carrozza dal quale uscì gravemente ferita. Il bimbo, nato prematuramente, morì qualche ora più tardi, ma anche Maria non sopravvisse alle ferite riportate e il 26 marzo 1324, a soli 19 anni, morì.
Il 5 luglio 1324, Carlo ancora senza erede, con la compiacenza del papa francese Giovanni XXII, che concesse la necessaria dispensa, sposò in terze nozze la cugina Giovanna d'Évreux. Quest'ultima diede a Carlo una prima figlia, Giovanna, nel 1326, ed una seconda, Maria, l'anno successivo.
Anche Carlo il Bello morì presto, nel 1328, mentre la moglie, Giovanna d'Évreux, incinta per la terza volta avrebbe dovuto partorire dopo poche settimane. Fu quindi nominato reggente il cugino germano del re, Filippo di Valois, e non il parente maschio più prossimo, che era il re d'Inghilterra, Edoardo III, suo nipote in quanto figlio di sua sorella Isabella, che era la regina d'Inghilterra.
Ma la regina mise al mondo il 1º aprile 1328 un'altra femmina, Bianca, ed il reggente, di fatto, diventò re di Francia con il nome di Filippo VI; su conforme parere dei giuristi, un'assemblea di nobili simile a quella che un tempo aveva eletto Ugo Capeto approvò la successione, in conformità alla legge salica. L'avvento del ramo cadetto dei Valois della dinastia capetingia si ebbe dunque nel migliore dei modi, anche se Edoardo III d'Inghilterra, che mal sopportava la sconfitta delle Fiandre e che era scontento della scelta del nuovo sovrano, Filippo VI, e non il parente più stretto, cioè lui, avanzò pretese di successione al trono francese, in quanto Conte d'Angiò, avvalendosi delle sue parentele, dato che gli ultimi tre re francesi erano tutti suoi zii in quanto fratelli di sua madre, Isabella di Francia. Tuttavia, in quanto in Francia le donne non potevano ereditare il trono a causa della legge salica, questa rivendicazione da parte di Edoardo fu messa in discussione da molti, che affermarono che Isabella, in quanto donna, non poteva trasmettergli un diritto che neanche aveva.
La rivendicazione di Edoardo servirà ben presto da pretesto alle mire espansionistiche dell'Inghilterra. Con la morte di Carlo IV, dunque, ebbe fine il ramo diretto della dinastia capetingia e si aprì un lungo capitolo per la successione al trono di Francia noto come guerra dei cent'anni.

## Discendenza
- Da Bianca di Borgogna Carlo ebbe due figli:

1. Filippo di Francia (1314 – 1322);
2. Giovanna di Francia (1315 – 1321).

- Da Maria di Lussemburgo Carlo ebbe due figli:

1. Maria di Francia (1323 – 1323);
2. Luigi di Francia (1324 – 1324).

- Da Giovanna d'Évreux Carlo ebbe tre figlie:

1. Giovanna di Francia (1325 – 1327);
2. Maria di Francia (1326 – 1341);
3. Bianca di Francia (1328 – 1393), nata postuma, sposò nel 1345 Filippo di Valois, duca d'Orléans, figlio di Filippo VI di Francia.

## Ascendenza
|                        |                      |                                 | Genitori                           |  |  | Nonni |  |  | Bisnonni            |  |  | Trisnonni             |  |
|                        |                      |                                 |                                    |  |  |       |  |  | Luigi IX di Francia |  |  | Luigi VIII di Francia |  |
|                        |                      |                                 |                                    |  |  |       |  |  | Luigi IX di Francia |  |  | Luigi VIII di Francia |  |
|                        |                      | Bianca di Castiglia             |                                    |  |  |       |  |  | Luigi IX di Francia |  |  |                       |  |
| Filippo III di Francia |                      |                                 |                                    |  |  |       |  |  | Luigi IX di Francia |  |  |                       |  |
|                        |                      | Margherita di Provenza          | Raimondo Berengario IV di Provenza |  |  |       |  |  |                     |  |  |                       |  |
|                        |                      | Margherita di Provenza          | Raimondo Berengario IV di Provenza |  |  |       |  |  |                     |  |  |                       |  |
|                        |                      | Margherita di Provenza          | Beatrice di Savoia                 |  |  |       |  |  |                     |  |  |                       |  |
| Filippo IV di Francia  |                      | Margherita di Provenza          |                                    |  |  |       |  |  |                     |  |  |                       |  |
|                        |                      | Giacomo I d'Aragona             | Pietro II di Aragona               |  |  |       |  |  |                     |  |  |                       |  |
|                        |                      | Giacomo I d'Aragona             | Pietro II di Aragona               |  |  |       |  |  |                     |  |  |                       |  |
|                        |                      | Giacomo I d'Aragona             | Maria di Montpellier               |  |  |       |  |  |                     |  |  |                       |  |
| Isabella d'Aragona     |                      | Giacomo I d'Aragona             |                                    |  |  |       |  |  |                     |  |  |                       |  |
|                        |                      | Iolanda d'Ungheria              | Andrea II d'Ungheria               |  |  |       |  |  |                     |  |  |                       |  |
|                        |                      | Iolanda d'Ungheria              | Andrea II d'Ungheria               |  |  |       |  |  |                     |  |  |                       |  |
|                        |                      | Iolanda d'Ungheria              | Iolanda di Courtenay               |  |  |       |  |  |                     |  |  |                       |  |
| Carlo IV di Francia    |                      | Iolanda d'Ungheria              |                                    |  |  |       |  |  |                     |  |  |                       |  |
|                        | Tebaldo I di Navarra | Tebaldo III di Champagne        |                                    |  |  |       |  |  |                     |  |  |                       |  |
|                        | Tebaldo I di Navarra | Tebaldo III di Champagne        |                                    |  |  |       |  |  |                     |  |  |                       |  |
|                        | Tebaldo I di Navarra | Bianca di Navarra               |                                    |  |  |       |  |  |                     |  |  |                       |  |
| Enrico I di Navarra    | Tebaldo I di Navarra |                                 |                                    |  |  |       |  |  |                     |  |  |                       |  |
|                        |                      | Margherita di Borbone-Dampierre | Arcimbaldo VIII di Borbone         |  |  |       |  |  |                     |  |  |                       |  |
|                        |                      | Margherita di Borbone-Dampierre | Arcimbaldo VIII di Borbone         |  |  |       |  |  |                     |  |  |                       |  |
|                        |                      | Margherita di Borbone-Dampierre | Guigone de Forez                   |  |  |       |  |  |                     |  |  |                       |  |
| Giovanna I di Navarra  |                      | Margherita di Borbone-Dampierre |                                    |  |  |       |  |  |                     |  |  |                       |  |
|                        |                      | Roberto I d'Artois              | Luigi VIII di Francia              |  |  |       |  |  |                     |  |  |                       |  |
|                        |                      | Roberto I d'Artois              | Luigi VIII di Francia              |  |  |       |  |  |                     |  |  |                       |  |
|                        |                      | Roberto I d'Artois              | Bianca di Castiglia                |  |  |       |  |  |                     |  |  |                       |  |
| Bianca d'Artois        |                      | Roberto I d'Artois              |                                    |  |  |       |  |  |                     |  |  |                       |  |
|                        |                      | Matilde di Brabante             | Enrico II di Brabante              |  |  |       |  |  |                     |  |  |                       |  |
|                        |                      | Matilde di Brabante             | Enrico II di Brabante              |  |  |       |  |  |                     |  |  |                       |  |
|                        |                      | Matilde di Brabante             | Maria di Svevia                    |  |  |       |  |  |                     |  |  |                       |  |
|                        |                      | Matilde di Brabante             |                                    |  |  |       |  |  |                     |  |  |                       |  |